# En brud för mycket
En brud för mycket (originaltitel: Arthur) är en amerikansk komedifilm från 1981 i regi av Steve Gordon. Filmen tilldelades två Oscars och fick en uppföljare, Arthur - skakad, inte rörd, år 1988.

## Handling
Arthur Bach kommer från en väldigt rik familj och är van vid ett liv i lyx. Han har en egen lyxvilla, egen betjänt och egen lyxbil med privatchaufför. Hans två stora intressen är mängder av alkohol och kvinnor.
En av hans släktingar ligger för döden, och hon tänker låta Arthur få ärva 750 miljoner. Men då måste han gifta sig med Susan Johnson. Problemet är att Arthur avskyr Susan och att han istället blivit förälskad i en servitris, Linda Marolla. Ska han välja kärleken eller pengarna? Eller kan det finnas en tredje utväg?

## Om filmen
Musiken skrevs av Burt Bacharach, och låten Best That You Can Do (Arthur's Theme) med Christopher Cross blev en stor hit.
John Gielgud avböjde rollen som betjänten Hobson flera gånger, eftersom han inte fick den lön han ville ha för filmen. Till slut erbjöds han den summa pengar han ville ha för att medverka i filmen, och då accepterade han rollen. Hans rolltolkning gav honom en Oscar.
John Belushi erbjöds rollen som Arthur, men han vägrade att medverka i filmen eftersom han ansåg att det vore typecasting för honom att medverka i filmen. Även John Travolta avböjde rollen. Erbjudandet om rollen som Arthur gick då till Dudley Moore, som tog rollen eftersom han trodde att filmen skulle handla om Kung Artur (vilket den inte gör).
Väldigt många skådespelare avböjde rollen som Linda - Mia Farrow, Goldie Hawn, Diane Keaton, Bette Midler och Susan Sarandon, för att nämna några.
År 2011 hade en nyinspelning av filmen premiär, då med titeln Arthur.

## Rollista i urval
- Dudley Moore - Arthur Bach
- Liza Minnelli - Linda Marolla
- John Gielgud - Hobson
- Geraldine Fitzgerald - Martha Bach
- Jill Eikenberry - Susan Johnson
- Stephen Elliot - Burt Johnson
- Ted Ross - Bitterman
- Barney Martin - Ralph Marolla
- Anne De Salvo - Gloria